# Skype
Skype er en softwarebaseret VoIP-telefonservice. Den blev opfundet af stifterne af P2P fildelingstjenesten Kazaa, Janus Friis og Niklas Zennström.
Skype kan anvendes til IP-telefoni mellem to computere, eller såfremt man forudbetaler et beløb, mellem en computer og en fastnettelefon.
Programmet kan anvendes på computere med Windows XP, Windows Vista, Windows 7, Windows 8, Windows 10, Linux, Mac OS X, eller andre platforme såsom iOS (iPhone, iPod eller iPad), Android, Symbian, PDA'er med Pocket PC eller diverse internet-tv, og har været downloadet mere end 276 millioner gange (februar 2006). I dag (2010) er der flere end 900 mio. brugerprofiler.
Skype blev 12. september 2005 solgt til eBay for 1,6 milliarder dollars (over 18 mia. DKK).
Skype blev den 10. maj 2011 solgt til Microsoft for 10,5 milliarder dollars (over 44 mia. DKK). 
Skype er ikke sikret mod aflytning: Ifølge information fremkommet via Edward Snowden har det amerikanske NSA siden 2011 været i stand til at indsamle audio, video, chat og filoverførsler mellem Skype-brugere.
I februar 2025 meddelte Microsoft, at selskabet ville lukke Skype helt i maj 2025 for i stedet at fokusere på selskabets anden videotjeneste Teams.